# Wildberger Bach
Der Wildberger Bach ist ein etwa 2 km langer, rechter Nebenfluss des Aubachs in Wildberg und Wildbergerhütte in der oberbergischen Gemeinde Reichshof.

## Geografie

### Verlauf
Der Wildberger Bach entspringt in Wildberg auf ca. 382 m ü. NN und wird in Wildbergerhütte-Bergerhof vom Langenbach gespeist, bevor er im Aubach nahe dem Weiherdamm in Wildbergerhütte auf etwa 317 m ü. NN mündet.